# 175152 Marthafarkas
175152 Marthafarkas este o planetă minoră (asteroid) din centura de asteroizi. A fost descoperită pe 3 martie 2005 la Jarnac Observatory⁠(d) de Tom Glinos⁠(d). 
Obiectul prezintă o orbită caracterizată de o semiaxă mare de 2,339962263011 UAi, o excentricitate de 0,13, o înclinație de 6,3 ° în raport cu ecliptica.